# Frontera entre Costa d'Ivori i Guinea
La frontera entre Costa d'Ivori i Guinea és la línia fronterera molt sinuosa de traçat nord-sud que separa el sud-est de Guinea del nord-oest de Costa d'Ivori a l'Àfrica central, separant les regions guineanes de Kankan i Nzérékoré dels districtes ivorians de Denguele, Bafing i Montagnes. Té 610 km de longitud. Comença al nord, al paral·lel 10° nord al trifini Guinea-Costa d'Ivori-Mali i va cap al sud fins trifini entre ambdós estats i Libèria. En aquest punt hi ha el mont Nimba. Part de la frontera és definida pel riu Sankarani. Ambdós països mantenen un litigi per la vila de Kpéaba.